# Batman Bridge
Die Batman Bridge ist die älteste Schrägseilbrücke Australiens, welche im Norden des Bundesstaates Tasmanien den Batman Highway (A73) über den Tamar River führt. Der Highway ist die Verbindung zwischen den West Tamar Highway (A7) und dem East Tamar Highway (A8). Sie ist nach John Batman (1801–1839), Geschäftsmann aus Launceston und Mitbegründer von Melbourne, benannt.
Die zweispurige Brücke beginnt im Osten am Whirlpool Reach in der George Town Municipality und endet im Westen auf halbem Wege zwischen den Orten Kayena und Deviot, beide in der West Tamar Municipality. Unterhalb des Bauwerks befindet sich das Clubhaus des Segelverein von Deviot.

## Konstruktionsmerkmale
Die von G Maunsell & Partners geplante und zwischen 1966 und 1968 gebaute Batman Bridge war die erste größere Schrägseilbrücke mit einem geneigten Pylon. Die Brücke besteht aus einem Stahlfachwerkträger, der an einem Pylon hängt und auf der Ostseite zusätzlich von vier Pendelpfeilern gestützt wird. Die längste Stützweite beträgt 206 m, die beiden Widerlager sind 432 m voneinander entfernt.
Für den Überbau wurde ein Stahlfachwerkträger mit einer orthotropen Platte gewählt, der zwar sehr viel leichter als ein Betonträger ist, aber dafür sehr viel mehr Schweißarbeiten vor Ort nötig machte.
Der 91 m hohe A-förmige Pylon ist aus Stahl und misst 10,3 m in der Breite. Er wurde am Westufer des Tamar River auf einer Diabas-Felsbasis errichtet und trägt 78 % des Brückengewichtes. Der Pylon ist gelenkig auf dem Fundament gelagert und mit 20° zum Fluss hin geneigt. Von seiner Spitze aus sind je drei Schrägseile zu den Seiten des Fahrbahnträgers gespannt, die aufgrund der Neigung des Pylons eine geringere Länge und einen günstigeren Winkel zum Brückendeck haben als bei einem senkrechten Pylon. Der Pylon ist rückseitig mit je einem Seil neben der Fahrbahn im Boden rückverankert.
Das Ostufer des Tamar River besteht aus weichem Lehm, der sich als Gründung für einen weiteren Pylon nicht geeignet hätte, weshalb hier Pendelpfeiler zum Einsatz kamen. Die Pfahlgründung der Pfeiler musste bis zu 18 m in den weichen Lehmboden getrieben werden.

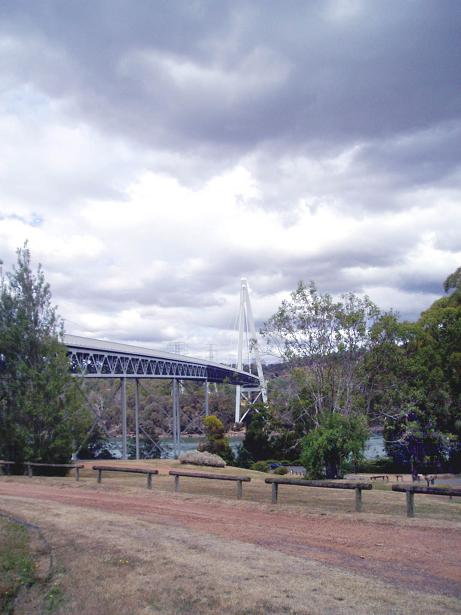
Batman Bridge vom Ostufer aus
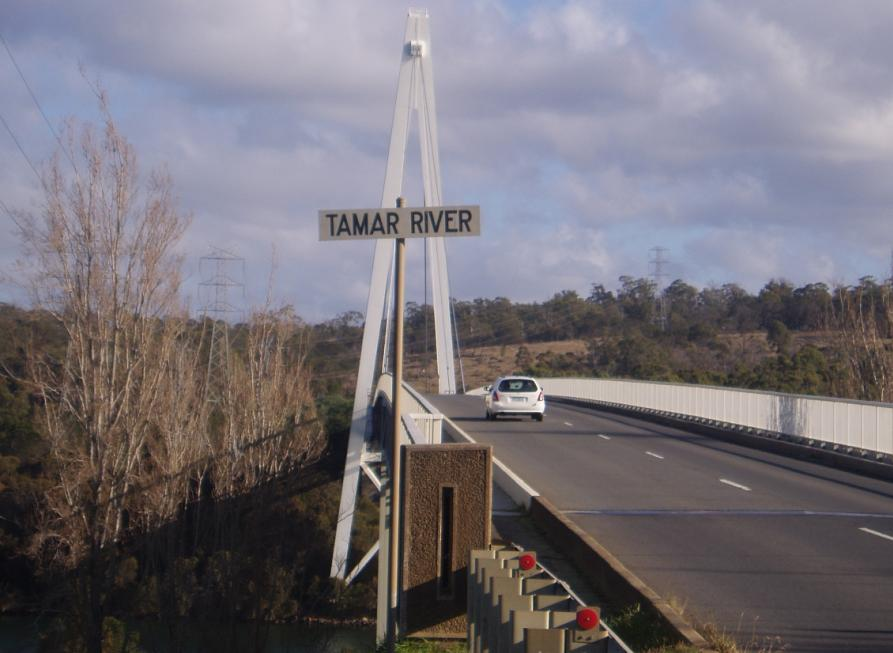
Batman Bridge von der Straße aus